# Machaerium macrophyllum
Machaerium macrophyllum är en ärtväxtart som beskrevs av George Bentham. Machaerium macrophyllum ingår i släktet Machaerium och familjen ärtväxter.

## Underarter
Arten delas in i följande underarter:
- M. m. brevialatum
- M. m. macrophyllum